# Santa María de Tebra
Santa María de Tebra, o Tebra (Santa María), es una parroquia del municipio de Tomiño, en la provincia de Pontevedra (España), situada en el valle de Tebra. Su clima es atlántico, característico del sur de Galicia.
Situada en la comarca del Baixo Miño (sur de la provincia de Pontevedra) vertebrada por la carretera PO-344 que va desde Couso-Gondomar a Tomiño por la cual cruza el río Cereixo, con desembocadura en el río Miño.
El censo de población se situaba por encima de los 900 habitantes en 2010, de los cuales un 60% eran hombres y un 40 % mujeres; su población, aunque se encuentra al alza, tiene un crecimiento lento. Dadas las características típicas de zona rural, y la cercanía a Vigo, ha atraído a nuevos vecinos de la ciudad.
De los monumentos históricos destacan la Torre de Tebra y la Iglesia Parroquial de estilo románico. 
En la parroquia se celebran actos culturales de distinta índole: fiestas que se celebran anualmente, a principios del mes de septiembre, actos musicales, obras de teatro, festivales infantiles, y otras organizadas por una Comisión de Fiestas que se renueva cada segundo año.
En el año 1999, la Comunidad de Montes Vecinales construyó un edificio social, en su interior alberga diversas salas, una cafetería, una biblioteca, con una dotación de libros realizada por el cura párroco Ernesto Pazos Chaves. Este edificio multifuncional, cuyo uso sirve como centro de reunión para los habitantes de la parroquia, reuniones de la Comunidad de Montes de Sta Mª de Tebra, Comunidades de Aguas de la Parroquia, Asociación de madres de padres del CEIP Plurilingüe de Tebra, de la Comisión de Fiestas de la Parroquia, o cualquier otra asociación que lo precise en este entorno.
El instinto de recuperación del Patrimonio Cultural se hace latente en Santa Mª de Tebra, por lo que en el año 2004 la Comunidad de Montes realiza los trámites necesarios ante el PRODER y el ayuntamiento de Tomiño para la realización de un ecoparque arqueológico en  el monte Tetón, con la recuperación en su totalidad de los Petroglifos. En el año  2005, el presidente de la Comunidad de Montes José Enrique Álvarez Iglesias en presencia del alcalde y de los técnicos del proyecto, firma  la cesión de terrenos para la construcción de dicha obra. En la actualidad es visitada  la zona  por gran cantidad de personas, incluyendo visitas programadas y guiadas para los alumnos de distintos colegios  del municipio.
Los técnicos del proyecto destacaron que será un referente para los montes comunales de Pontevedra, como resultado del plan de ordenación donde se contempla esta ubicación de revalorización del entorno y de los petroglifos,  cuya existencia no resta para reconocer el entorno natural, paisajístico y de otros elementos que tiene el monte.